# Grand Prix automobile des États-Unis 2004
GP précédent GP suivant

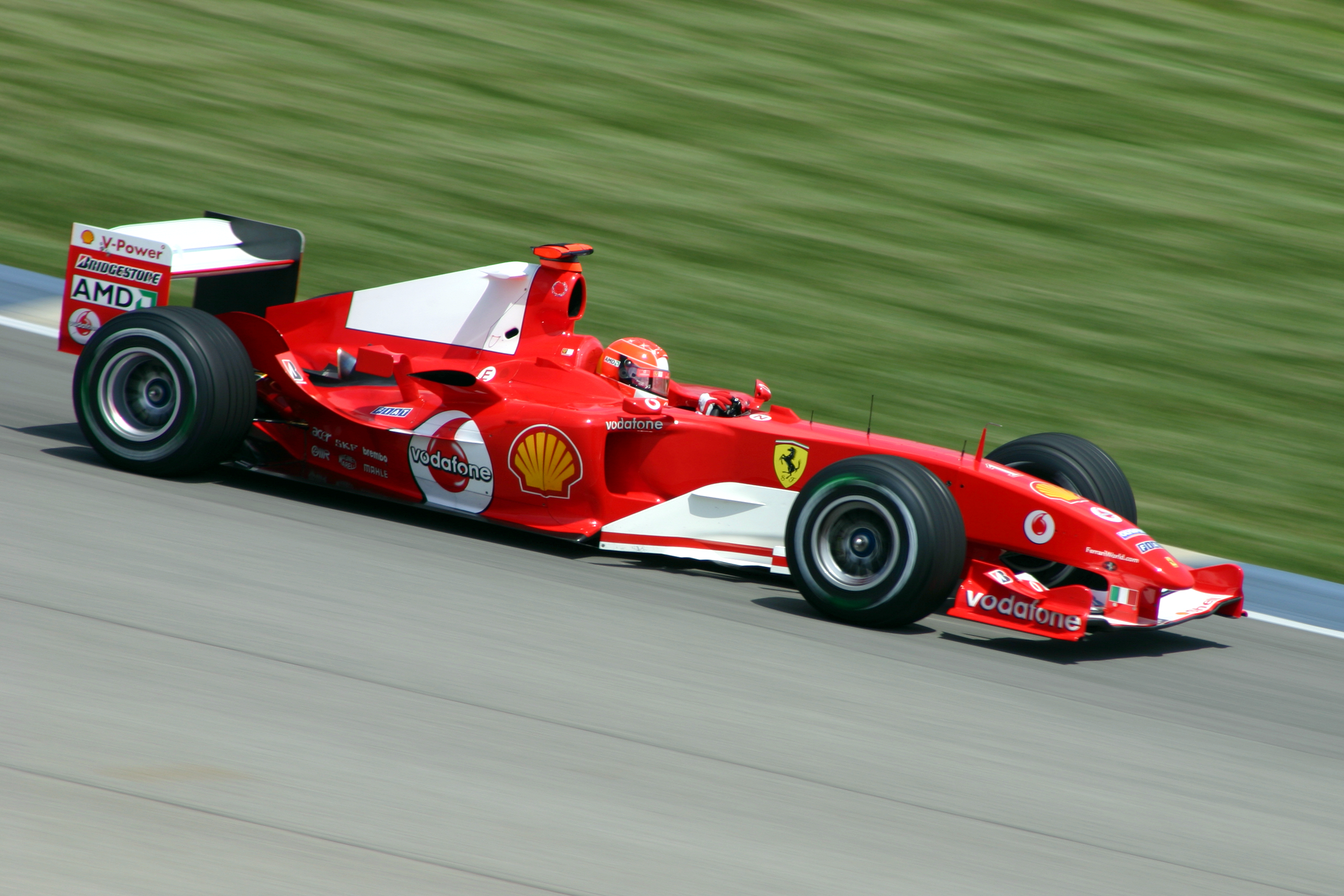
Schumacher, vainqueur à Indianapolis en 2004.

Le Grand Prix automobile des États-Unis 2004 (2004 Formula 1 United States Grand Prix), disputé le 20 juin 2004 sur l'Indianapolis Motor Speedway, est la 722e épreuve de l'histoire du championnat du monde de Formule 1 courue depuis 1950, et la neuvième manche du championnat 2004.

## Classement

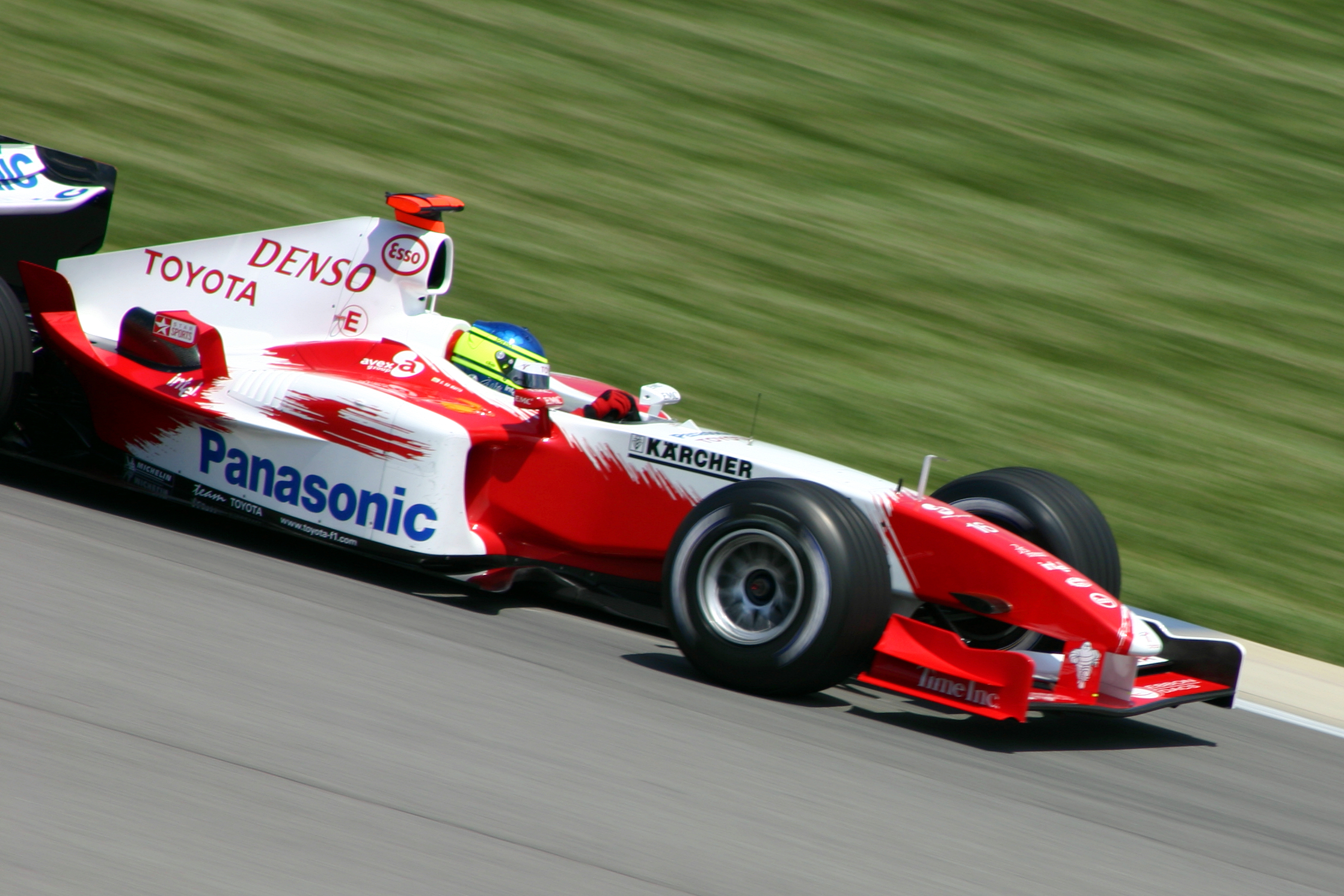
Cristiano da Matta à Indy en 2004

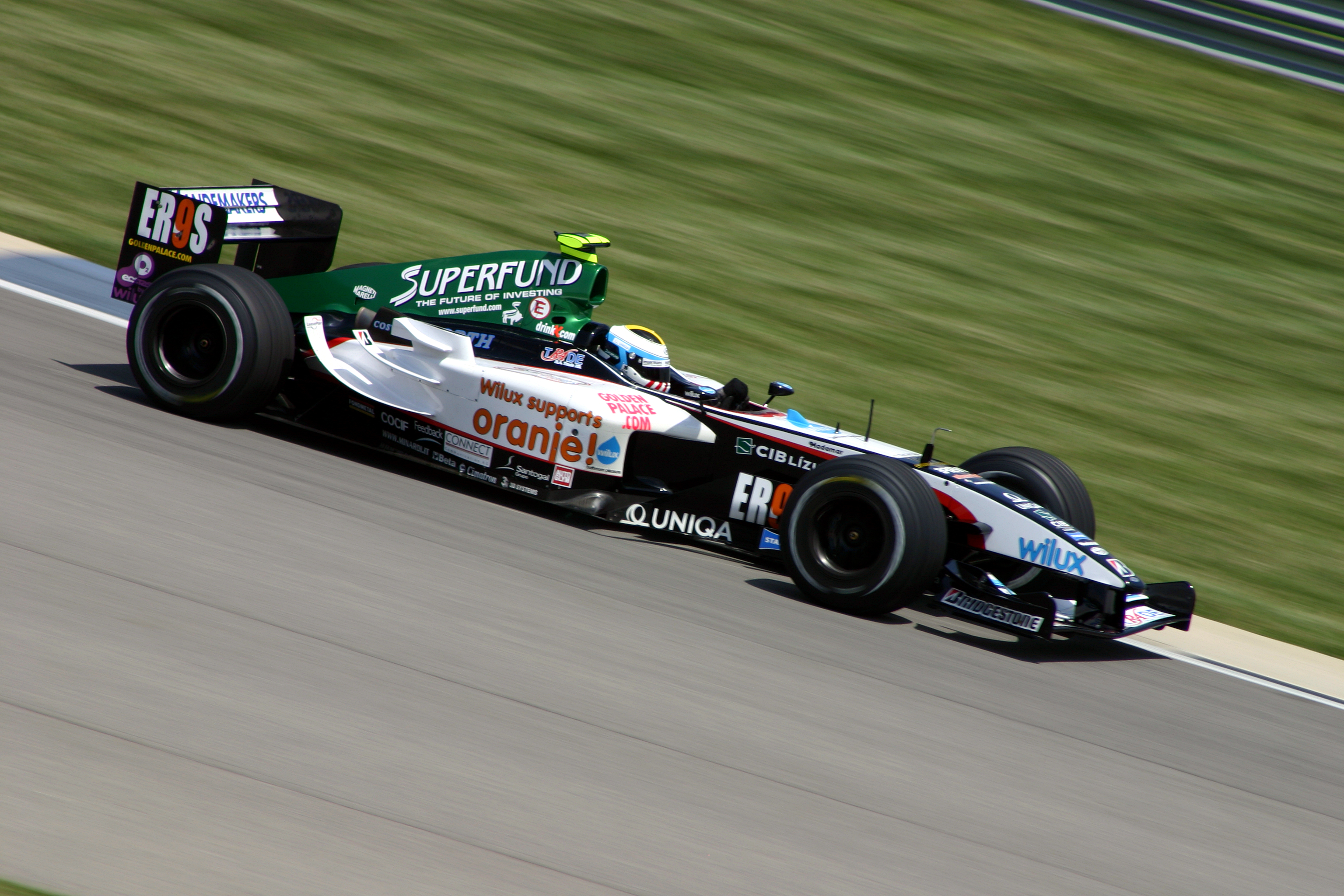
Le pilote hongrois Zsolt Baumgartner sur sa Minardi-Cosworth huitième du Grand Prix des États-Unis 2004

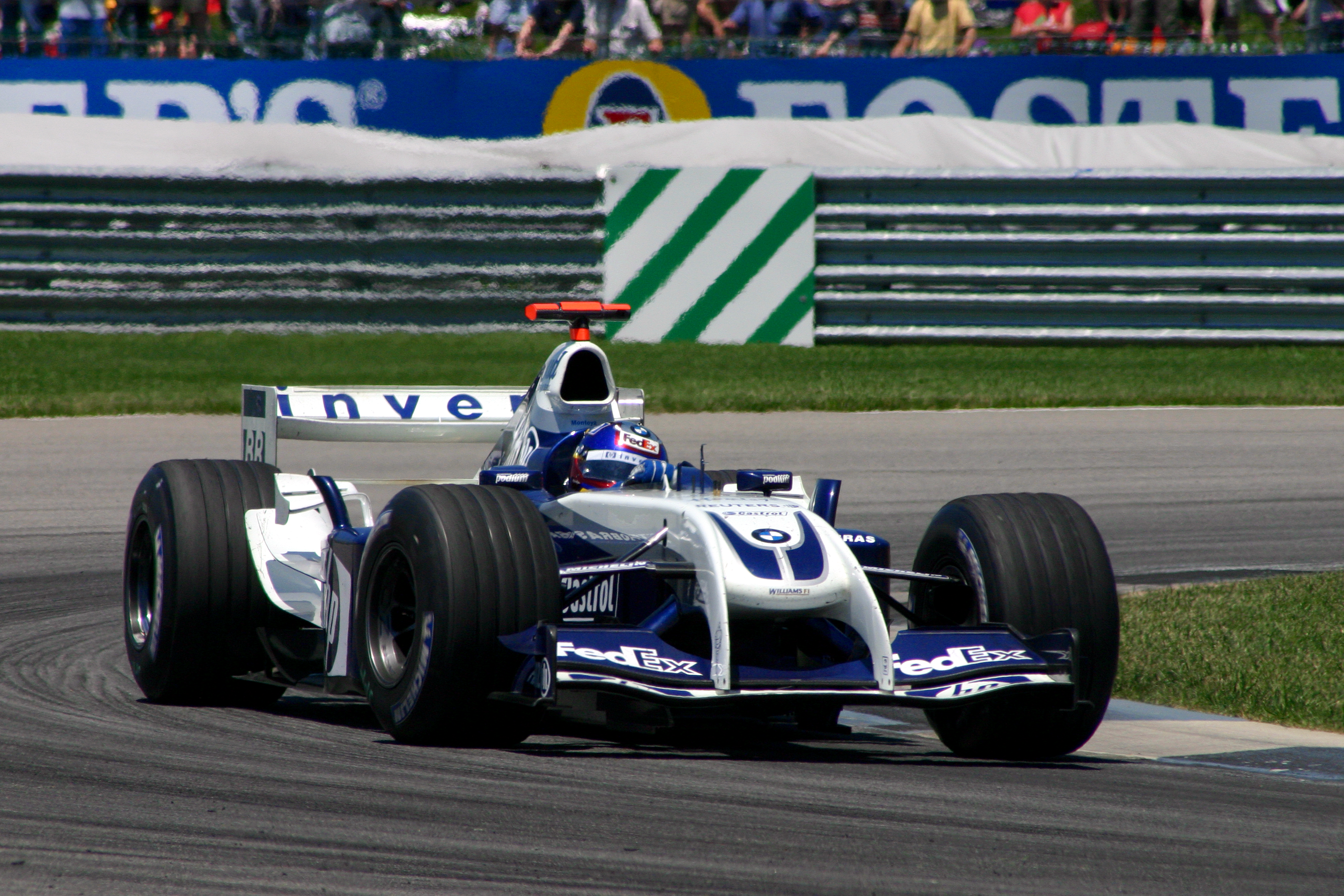
Juan Pablo Montoya à Indy en 2004

| Pos  | N° | Pilote               | Écurie           | Tours | Temps/Abandon                      | Grille | Points |
| ---- | -- | -------------------- | ---------------- | ----- | ---------------------------------- | ------ | ------ |
| 1    | 1  | Michael Schumacher   | Ferrari          | 73    | 1 h 40 min 29 s 914 (182,699 km/h) | 2      | 10     |
| 2    | 2  | Rubens Barrichello   | Ferrari          | 73    | + 2 s 950                          | 1      | 8      |
| 3    | 10 | Takuma Satō          | BAR-Honda        | 73    | + 22 s 036                         | 3      | 6      |
| 4    | 7  | Jarno Trulli         | Renault          | 73    | + 34 s 544                         | 20     | 5      |
| 5    | 17 | Olivier Panis        | Toyota           | 73    | + 37 s 534                         | 8      | 4      |
| 6    | 6  | Kimi Räikkönen       | McLaren-Mercedes | 72    | + 1 tour                           | 7      | 3      |
| 7    | 5  | David Coulthard      | McLaren-Mercedes | 72    | + 1 tour                           | 12     | 2      |
| 8    | 21 | Zsolt Baumgartner    | Minardi-Cosworth | 70    | + 3 tours                          | 19     | 1      |
| 9    | 11 | Giancarlo Fisichella | Sauber-Petronas  | 65    | + 8 tours                          | 14     |        |
| Abd. | 14 | Mark Webber          | Jaguar-Cosworth  | 60    | Moteur                             | 10     |        |
| Dsq. | 3  | Juan Pablo Montoya   | Williams-BMW     | 57    | Utilisation de pièces illégales    | 5      |        |
| Abd. | 18 | Nick Heidfeld        | Jordan-Ford      | 40    | Moteur                             | 16     |        |
| Abd. | 9  | Jenson Button        | BAR-Honda        | 26    | Boîte de vitesses                  | 4      |        |
| Abd. | 16 | Cristiano da Matta   | Toyota           | 17    | Boîte de vitesses                  | 11     |        |
| Abd. | 4  | Ralf Schumacher      | Williams-BMW     | 9     | Crevaison/Accident                 | 6      |        |
| Abd. | 8  | Fernando Alonso      | Renault          | 8     | Crevaison/Accident                 | 9      |        |
| Abd. | 15 | Christian Klien      | Jaguar-Cosworth  | 0     | Accident                           | 13     |        |
| Abd. | 12 | Felipe Massa         | Sauber-Petronas  | 0     | Accident                           | 15     |        |
| Abd. | 19 | Giorgio Pantano      | Jordan-Ford      | 0     | Accident                           | 17     |        |
| Abd. | 20 | Gianmaria Bruni      | Minardi-Cosworth | 0     | Accident                           | 18     |        |

## Pole position et record du tour
- Pole position : Rubens Barrichello en 1 min 10 s 223
- Tour le plus rapide : Rubens Barrichello en 1 min 10 s 399 au 7e tour.

## Tours en tête
- Rubens Barrichello 14 (1-5 / 42-50)
- Michael Schumacher 59 (6-41 / 51-73)

## Statistiques
Ce Grand Prix des États-Unis 2004 représente :
- La 10e pole position pour Rubens Barrichello.
- La 78e victoire pour Michael Schumacher.
- La 175e victoire pour Ferrari en tant que constructeur.
- La 175e victoire pour Ferrari en tant que motoriste.
- Le 50e podium pour Rubens Barrichello.
- Le 1er et unique podium pour Takuma Satō.
- Le 1er et unique point pour Zsolt Baumgartner.
- Le 150e Grand Prix pour Olivier Panis.
- Durant la course, le pneu arrière de la Williams de Ralf Schumacher éclate et sa voiture s'écrase contre le muret à plus de 290 km/h. Schumacher souffre d'une fracture à la colonne vertébrale et sera absent de la compétition pendant quelques mois.
- La course est neutralisée à deux reprises, du tour no 1 au tour no 5 puis du tour no 11 au tour no 19.